# Ênio Silveira
Ênio Silveira, (18 de novembro de 1925 — 11 de janeiro de 1996) foi um editor brasileiro e militante do Partido Comunista Brasileiro.
Nascido na capital paulista, em 18 de novembro de 1925, em uma tradicional família de intelectuais da classe média, desde muito cedo Ênio foi estimulado a ter contato com os livros.
Aluno da Escola Livre de Sociologia, da Universidade de São Paulo, Ênio decide buscar um emprego compatível com sua vida acadêmica. Sua amiga, Leonor Aguiar, então o apresenta a Monteiro Lobato, amigo e ex-sócio de Octalles Marcondes Ferreira, dono da Companhia Editora Nacional.
Encaminhado por Monteiro Lobato, Ênio Silveira passa a estagiar na Companhia Editora Nacional ‒ então uma das maiores editoras no ramo de livros didáticos do país ‒ , em 1944, onde passa a conviver com grandes escritores e intelectuais, dentre os quais o sociólogo Fernando Azevedo e o pedagogo e escritor Anísio Teixeira, assessores culturais da empresa.
Em 1946, viaja para Nova York, onde cursa editoração na Universidade de Columbia e faz estágio na editora Alfred Knopf. Lá, aprende técnicas de produção e divulgação que seriam muito úteis para sua atuação inovadora no mercado editorial brasileiro.
No início da década de 1950, Ênio recebe de Octalles a proposta de assumir a editora Civilização Brasileira, no Rio de Janeiro. Sob seu comando, a editora deslancha. Seu crescimento vertiginoso é atribuído a uma visão não elitista do livro aliada à inovação em termos de divulgação, como a publicidade em outdoors, algo inédito no mercado livreiro do Brasil. 
A editora possuía um amplo catálogo, que contemplava desde de grandes obras literárias até livros de psicologia popular e zen-budismo. Contudo, foram as publicações nos campos da sociologia, da economia e da política que transformaram a Civilização Brasileira em referência para esquerda brasileira. Porém, vale ressaltar que, apesar de declaradamente comunista, Ênio, acima de tudo, era atravessado pelo desejo de contribuir para a transformação da realidade nacional e pela radical independência de pensamento. Por isso, suas publicações não se restringiam aos clássicos marxistas, mas contemplavam autores que, em sua opinião, pudessem contribuir para “o arejamento dos espíritos” e para novas formas de pensar o país.
Sob a ditadura militar, editou numerosas publicações de oposição ao regime e periódicos que promoviam o livre debate de ideias numa época de agudo autoritarismo, como a Revista Civilização Brasileira. Por suas publicações, Ênio Silveira foi terrivelmente perseguido. Teve seus direitos políticos cassados, foi preso sete vezes e alvo de incontáveis inquéritos policiais. Milhares de livros da Civilização Brasileira foram apreendidos e destruídos; o patrimônio do editor dilapidado. Porém, nada disso foi o suficiente para intimidá-lo.
Em 1966, enfrentando graves problemas financeiros em função das brutais represálias por parte do regime, a editora pede concordata. Em 1985, Ênio decide procurar Manuel Bulhosa ‒ banqueiro português e dono da editora Bertrand. O empresário, que tinha grande interesse em expandir seus negócios no Brasil, compra a Civilização Brasileira, assumindo o compromisso de não descaracterizá-la. 
Ênio permaneceu conselheiro da Bertrand e diretor da Civilização Brasileira até o ano de 1996, quando, aos 70 anos, faleceu em consequência de um edema pulmonar. Naquele mesmo ano, Bulhosa vende a editora ao grupo editorial Record.
Conhecida por seu perfil combativo, a CB foi ícone do campo da resistência à ditadura militar instaurada no Brasil após o golpe de 1964. Além de sua enorme contribuição para a cultura brasileira, Ênio Silveira teve protagonismo no cenário político, lutando incansavelmente pela democracia, a despeito de todas as violências das quais foi vítima.